# São José dos Quatro Marcos
São José dos Quatro Marcos – miasto i gmina w Brazylii, w stanie Mato Grosso.